# Gorges du Furlo
Les gorges du Furlo (également Col du Furlo) sont des gorges situées sur l'ancienne voie romaine Via Flaminia dans la province de Pesaro et d'Urbino, région des Marches au centre de l'Italie.

## Description
Creusées à 212 m d'altitude, elles ont été formées entre les montagnes Pietralata (889 m) et Paganuccio (976 m) par la rivière Candigliano, un affluent du Metauro. Depuis 2001, elles font partie de la Réserve naturelle d'État des Gorges du Furlo et est souvent présenté aux touristes comme le « Grand Canyon d'Italie ».
L'empereur romain Vespasien y fit construire un tunnel pour faciliter le passage sur la Via Flaminia au point le plus étroit de la gorge (d'où son nom, du latin forulum, signifiant « petit trou »). À côté se trouve un tunnel similaire, plus petit, datant de la période étrusque. L'inscription certifiant son achèvement entre 76 et 77 est encore visible au-dessus de l'entrée nord-est : « IMP(erator) CAESAR AUG(ustus) / VESPASIANUS PONT(ifex) MAX(imus) / TRIB(unicia) POT(estate) VII IMP(erator) XVII P(ater) P(atriae) CO(n)S(ul ) 8/ LE REVISEUR FACIUND »
Le tunnel a une longueur de 38,30 m, une largeur maximale de 5,47 m et une hauteur de 5,95 m. Il a été creusé dans le calcaire et n'a pas de revêtement. Pendant les guerres des Goths au VIe siècle, le roi ostrogoth Totila fit fortifier le passage, mais ses troupes furent chassées par le général romain Bélisaire. Les Lombards conquirent les gorges entre 570 et 578 et détruisirent les fortifications.

Barrage du Furlo

Au cours des siècles suivants, la Via Flaminia fut presque abandonnée. En 1502, Lucrèce Borgia l'utilisa lors d'un voyage à Ferrare et en 1506 Jules II prit la route pour se rendre à Bologne. Au début du XVIIIe siècle, le passage reste difficile et dangereux et ce n'est qu'en 1776 que le tunnel et la route sont rouvertes. Entre le 23 mai et le 12 juin 1849, les soldats de la République romaine sous le commandement du colonel Luigi Pianciani (it) y combattirent l'armée autrichienne. Depuis 1922, le Candigliano est endigué à 200 m sous le tunnel par le barrage du Furlo (italien : Diga del Furlo).
Dans les années 1930, un profil de Benito Mussolini a été sculpté sur les pentes du Monte Pietralata par un détachement local du Corps forestier d'État, qui a été détruit par les partisans pendant la Seconde Guerre mondiale. Pendant celle-ci, les gorges se trouvaient dans la zone contestée, mais n'ont pas été le théâtre de violents affrontements.
Dans les années 1970, la beauté naturelle du paysage environnant a été de plus en plus détruite et la route s'est détériorée en raison de l'activité intensive des carrières dans les gorges. Depuis la construction de la Strada Statale 3 Via Flaminia dans les années 1980, la circulation contourne en grande partie les gorges du Furlo.

## Galerie

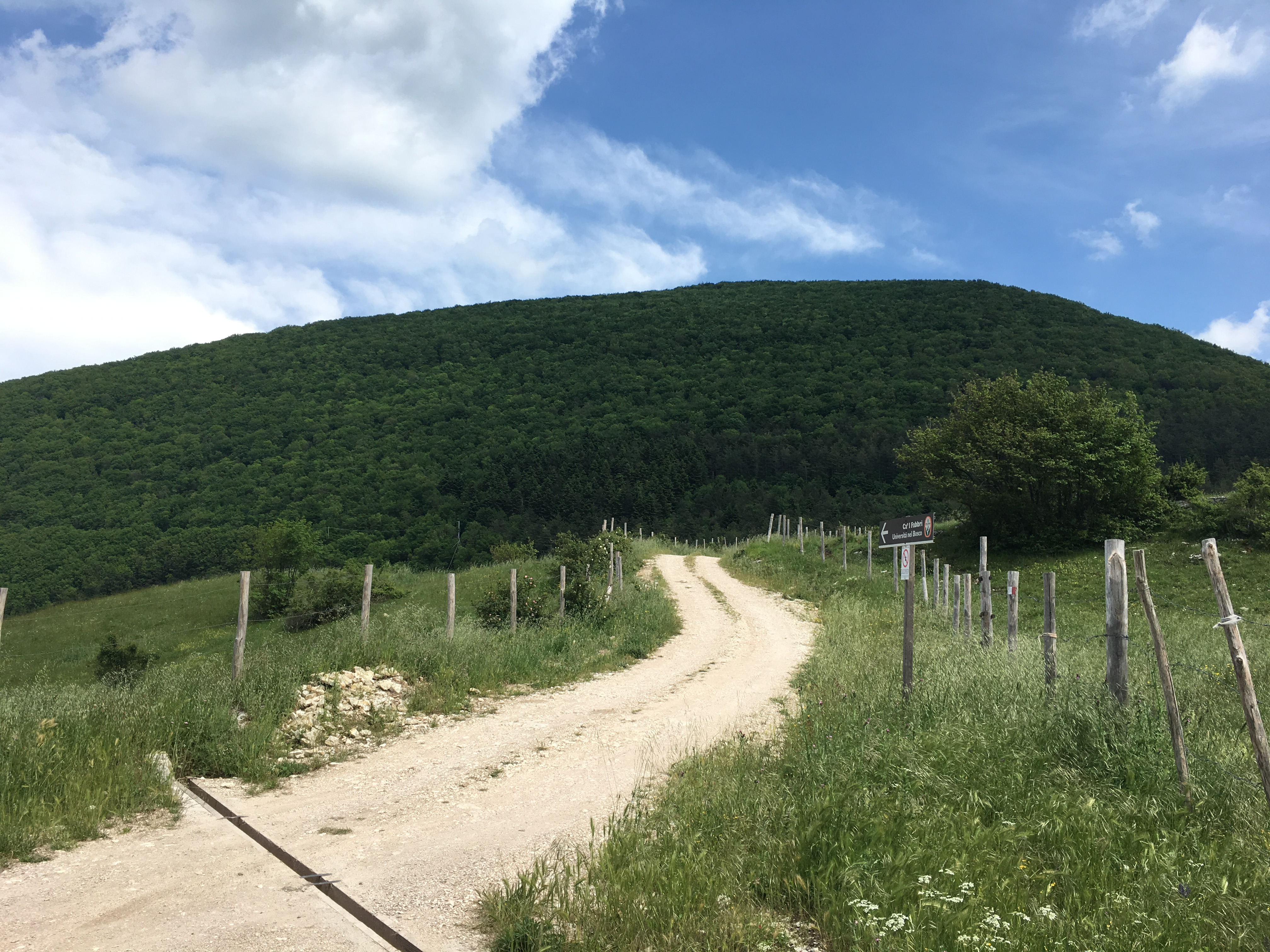
Mont Paganuccio
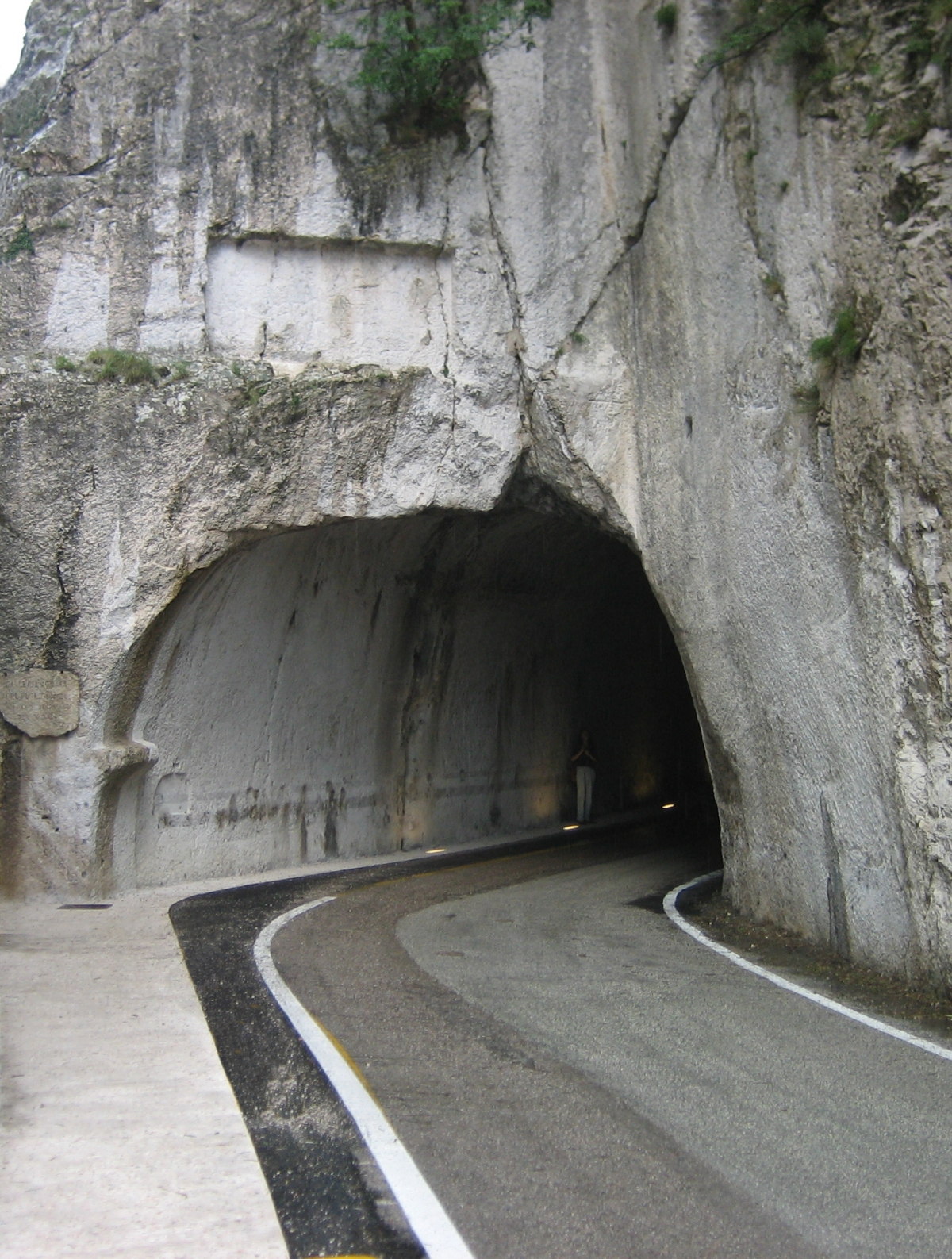
Entrée nord du tunnel
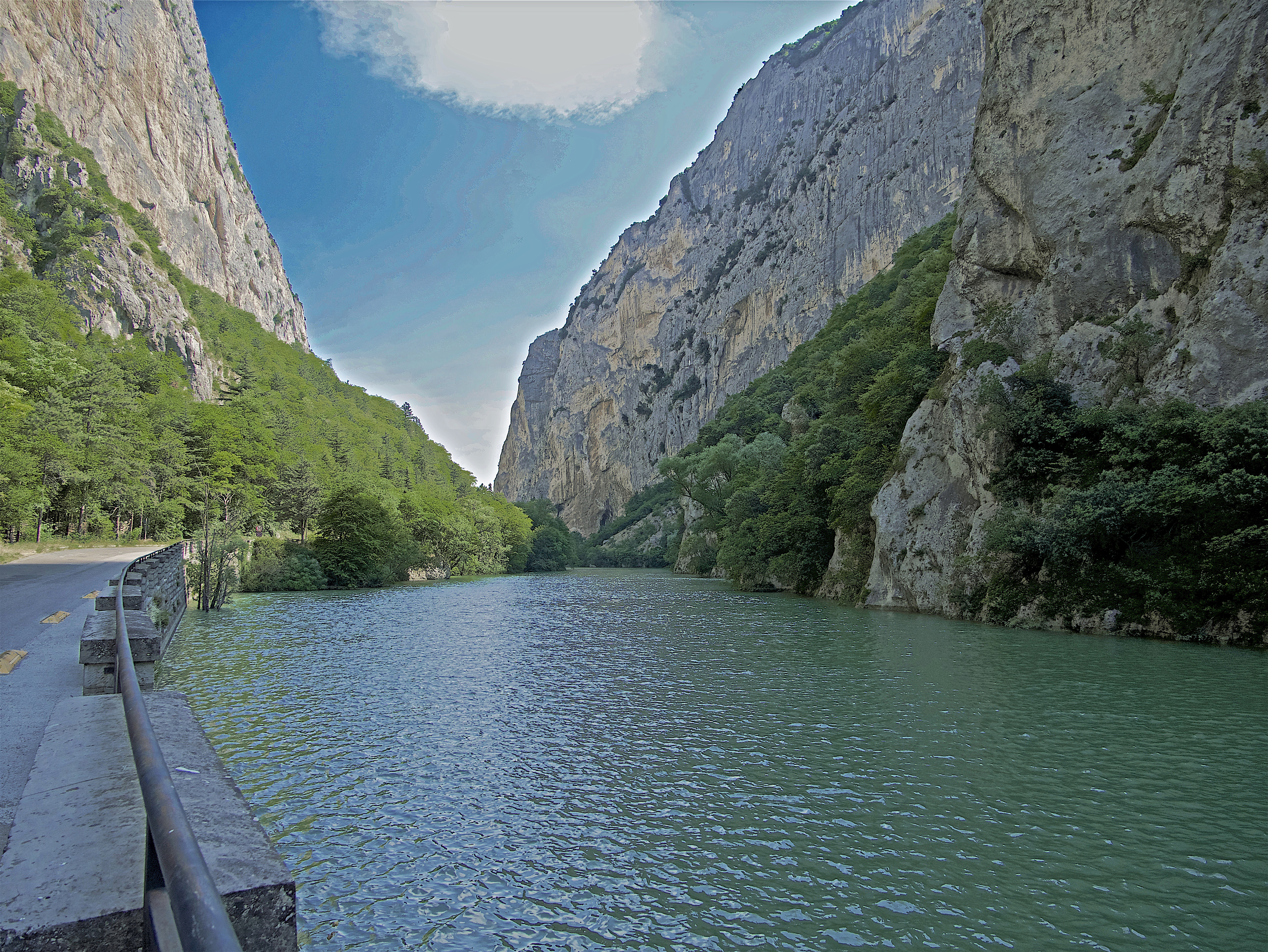
Le lac du Furlo